# Salut Berthe !
Pour plus de détails, voir Fiche technique et Distribution.
Salut Berthe ! est un film français réalisé par Guy Lefranc, sorti en 1968.

## Synopsis
Adrien doit monter à Paris pour rencontrer d'importantes personnalités, il projette d'en profiter pour y rencontrer sa maîtresse Elisabeth qu'il prévient de son arrivée. Mais voilà que la femme d'Adrien se projette de l'accompagner dans son voyage. Adrien se demande comment gérer la situation. Nous faisons alors la connaissance d'un autre personnage, Didier, sorte d’inventeur original qui verrait d'un bon œil une association lucrative avec Adrien. 
Il aborde ce dernier en se faisant passer pour un ancien camarade de classe. Adrien se laisse aller aux confidences et se déclare fort marri d'avoir emmené sa femme avec lui. Didier lui propose un stratagème, endormir madame, la cacher dans l'étui d'une contrebasse et l'envoyer quelques jours en cure de repos dans le service d'une de ses relations à l’hôpital. Évidemment, rien ne se déroulera comme prévu.

## Fiche technique
- Titre français : Salut Berthe !
- Réalisation : Guy Lefranc
- Scénario : Guy Lefranc et Guy Lionel
- Photographie : Didier Tarot
- Musique : Claude Stiermans
- Procution : Jacques Roitfeld
- Directeur de production : Roger Debelmas
- Son : Raymond Gauguier
- Décors : Jacques Mawart
- Montage : Germaine Lamy
- Pays de production :  France
- Format : Couleur
- Genre : Comédie
- Durée : 90 min
- Dates de sortie : 
  - France : 21 août 1968
  - sorti en DVD en 2013
- Affiche : Guy-Gérard Noël (France)

## Distribution
- Fernand Raynaud : Adrien Chautard
- Darry Cowl : Didier
- Rosy Varte : Berthe
- Martine Sarcey : Elisabeth
- René Clermont : le commissaire
- Roger Carel : Camberlin
- Jean Le Poulain : Beau Papa
- Bernard Lavalette : Labarasse
- Pierre Tornade : Père Fauvel
- Jacques-Henri Duval : Cesario Gallio
- Raymond Jourdan : le supérieur
- Max Amyl : le concierge de l'hôtel
- Jean-Marie Arnoux : le père qui préside la retraite
- Christine Aurel : la soubrette de l'hôtel
- Fernand Berset : Robert
- Philippe Brizard : un père
- Adrien Cayla-Legrand : un participant à la retraite
- Jacques Chevalier : François
- Lucien Frégis : Emile
- Marius Gaidon : le serveur au cocktail
- Marcel Gassouk : le client du magasin d'instruments de musique
- Raoul Guillet : Père Davane
- Jean-Pierre Honoré : l'agent de police
- René Lefèvre-Bel : le régisseur salle Pleyel
- Sylvain Lévignac : un déménageur
- Pierre Moncorbier : l'homme au journal
- Max Montavon : le représentant
- Jacques Préboist : le garçon d'étage
- France Rumilly : la femme réveillée en sursaut
- André Tomasi : Robillard
- Roger Trapp : le patron du café
- Virginie Vignon : l'épouse adultère
- Michel Vocoret : le mari trompé
- Lucien Desagneaux, Rudy Lenoir et Roland Malet : les musiciens russes
- Colette Régis, Georges Billy et Gaston Meunier : les clients de l'hôtel
- Francis Blanche : le passant à la pipe
- Bernard Tixier